# فرانك ليمان
فرانك ليمان (بالألمانية: Frank Lehmann)‏ (29 أبريل 1989 في ألمانيا - ) هو لاعب كرة قدم ألماني في مركز حراسة المرمى. شارك مع منتخب ألمانيا لكرة القدم تحت 18 سنة. أما مع النوادي، فقد لعب مع إنيرجي كوتبوس ونادي أوسنابروك ونادي هايدنهايم وفي إف بي شتوتغارت الثاني وEintracht Frankfurt II ‏.

## وصلات خارجية
- فرانك ليمان على موقع قاعدة بيانات كرة القدم.إي يو (الإنجليزية)
- فرانك ليمان على موقع بيانات كرة القدم. دي إي (الألمانية)
- فرانك ليمان على موقع عالم كرة القدم.نت (الإنجليزية)